# 津山裕昭
津山 裕昭（つやま ひろあき、1958年4月29日 - ）は、日本の実業家。
元大阪神鉄豊中タクシー代表取締役社長、元有馬温泉企業社長、元神鉄コミュニティサービス社長。神戸電鉄取締役常務執行役員、人事総務部担当。

## 来歴
1982年（昭和57年）4月に神戸電気鉄道（現・神戸電鉄）に入社。
神戸電気鉄道入社後は以下の役職に就任。
- 1982年（昭和57年）4月 - 神戸電気鉄道（現・神戸電鉄）入社。
- 2002年（平成14年）4月 - 神戸電鉄統括本部人事グループ長に就任。
- 2007年（平成19年）6月 - 大阪神鉄豊中タクシー代表取締役社長に就任。
- 2012年（平成24年）
  - 5月 - 有馬温泉企業代表取締役社長に就任。
  - 6月 - 
    - 神戸電鉄取締役に就任。
    - 不動産事業本部長に就任。
    - ライフサポート事業本部副部長に就任。
- 2014年（平成26年）6月 - 神鉄コミュニティサービスに就任。
- 2018年（平成30年）6月 - 神戸電鉄常務取締役に就任。
- 2022年（令和4年）6月 - 神戸電鉄取締役常務執行役員に就任。